# 男女授受不親
男女授受不親係指儒家經典禮教興起以降、及至宋代士大夫思想盛行後，非血親或夫妻的男女對待的主張，原指非屬婚姻關係的男女不能互相亲手递受物品，後指異性之間應該保持一定的距離。不過儒家思想認為此原則在特殊情況下則可以包容，例如男子看到有女人遇溺就應伸出援手，不須拘泥禮教過分排斥身體接觸危及生命等基本道義，否則與豺狼無異。